# حركة 18 تشرين الثاني 1963
حركة 18 تشرين الثاني 1963، هي حركة 18 تشرين التصحيحية حسب رأي قادتها أو انقلاب أو ردة تشرين السوداء حسب رأي معارضيها البعثيين، والتي قام بها رئيس الجمهورية العراقية عبد السلام محمد عارف لإقصاء حكم حزب البعث، حيث نجح بالتعاون مع شخصيات سياسية وضباط أعضاء في تنظيم الضباط الوطنيين «أو الأحرار» لحركة 14 يوليو 1958، وبعض الشخصيات التي تنتمي للتيار العروبي وأخرى مستقلة من عسكريين ومدنيين والتي ساهمت في تنفيذ حركة 8 شباط 1963 ضد نظام حكم رئيس الوزراء الأسبق الفريق عبد الكريم قاسم. حيث كان أغلب قادة حركة 8 فبراير/ شباط 1963 هم من شخصيات عروبية وبعض أعضاء تنظيم الضباط الوطنيين «الأحرار» لحركة 14 تموز 1958 وأغلبهم من المنتمين إلى حزب البعث وبعد نجاح حركة 8 شباط 1963، تم تشكيل «المجلس الوطني لقيادة الثورة» من أعضاء تنظيم الضباط الوطنيين «أو الأحرار» لحركة 14 تموز 1958 مع الضباط المساهمين بحركة 8 شباط 1963 وغلب على قيادة المجلس أعضاء حزب البعث كما أسندت الوزارات لإثني عشر وزيراً بعثياً وباقي الوزارات تولتها شخصيات مستقلة أو من تيارات أخرى.

## الحاكم الفعلي للعراق

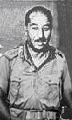
اللواء أحمد حسن البكر

بعد نجاح حركة 8 شباط 1963، أسند منصب رئيس الوزراء للواء أحمد حسن البكر أحد أبرز قياديي البعث والذي كان يتزعم أحد التيارات المعتدلة في الحزب، وهو المنصب الذي يمثل الحاكم الفعلي للعراق والذي منحه الدستور كل السلطات التنفيذية. بقيت السلطة التنفيذية بيد رئيس الوزراء والتي كانت من قبله بيد عبد الكريم قاسم ومن قبل ذلك بيد رؤساء وزارات الحكم الملكي. اما منصب رئيس الجمهورية فهو منصب اعتباري وقد اسند للمشير عبد السلام عارف الذي كان يتمتع بشعبية كبيرة وقد اختير لكسب ود الجماهير للحركة. لم يتمتع عبد السلام عارف بأي سلطة لا من قريب ولا من بعيد سوى سلطة عضو المجلس الوطني لقيادة الثورة أسوة ببقية رفاقه من أعضاء تنظيم الضباط الوطنيين «أو الأحرار» والوزراء.

## أزمة حكم حزب البعث
بعد تسعة أشهر من الحكم وبسبب عدم خبرة البعثيين من سياسيين وعسكريين في شؤون الحكم ولصغر سن أغلبهم بدأت بوادر الاختلاف على الزعامة تلوح في الافق. والذي تطور إلى انقسام بين التيارات بما سمي بالانشقاق، فهنالك التيار المتشدد والممسك بزمام الأمور بزعامة علي صالح السعدي ويساعده ( هاني الفكيكي ) و ( محسن الشيخ راضي ) و ( حمدي عبد المجيد ) و الطيار منذر الونداوي وهنالك تيار يميل نحو المرونة والحلول السياسية بزعامة حازم جواد ويساعده ( طالب شبيب ) الذي أصبح وزيرا للخارجية  عبد الكريم الشيخلي الذي أصبح بعد حركة 1968 وزيراً للخارجية.
أما تيار أحمد حسن البكر فكان يمثل التيار المعتدل والذي يحاول عدم إظهار نفسه بمظهر التيار المتكتل بقدر ما يظهر نفسه على أنه جهة استشارية ناصحة. كما تميز البكر في تلك الفترة بانتمائه المهني الذي تغلب على انتمائه الحزبي وهذا واضح من خلال اتخاذه لسلسلة من القرارات العسكرية داخل الجيش للضرب على يد الضباط البعثيين ضد فوضى أحداث الحرس القومي داخل الجيش. كما أنه كان من المساهمين بوضع الخطة الخاصة بالإطاحة بالحرس القومي لمصلحة الجيش.

## احداث الحرس القومي
نزل الحرس القومي إلى الشارع وهي مليشيا الحزب والموالية لتيار على صالح السعدي والذي كان يتزعمه الطيار منذر الونداوي ومساعده نجاد الصافي، وعدم سيطرة الشرطة على مقاليد الامور بعد احتلال بعض مراكز الشرطة والمؤسسات الحكومية في محاولة من تيار علي صالح السعدي لأحداث انقلاب على تيار حازم جواد وبقية أعضاء تنظيم الضباط الوطنيين والاخرين الذين اسهموا بالحركة كما رافق ذلك انفلات بعض أعضاء مليشيا الحرس القومي بالانتقام من الشيوعيين من أعضاء مليشيا المقاومة الشعبية ممن اسهموا بالحكم مع رئيس الوزراء الاسبق عبد الكريم قاسم، والتنكيل بهم بالاعتقال والإهانة واختلط معهم بعص الضحايا من المواطنين الابرياء.

## الانقسامات والتيارات داخل الحزب
وجد رئيس الوزراء أحمد حسن البكر أن الوزارة قد انهارت والفوضى قد عمت والحزب انشق على نفسه، فقام بالطلب من القيادة القومية للحزب في دمشق بالانعقاد في بغداد لحل الاشكال وتوحيد الصفوف، وتم له ذلك حيث عدت القيادة القومية ان هذه انشقاقات وانقسامات لاطائل منها وانها تعرقل خطط الحزب في تنفيذ افكاره. فشكلت لجنة تحقيقية عاجلة ادانت تصرف كلا التيارين المتناحرين، قامت القيادة القومية في اثر ذلك بإعفاء قيادة التيارين من الحزب وتشكيل قيادة جديدة بزعامة أحمد حسن البكر رئيس الوزراء. تحرك حازم جواد بسرعة مع أعضاء تنظيمه فطوق مقر السعدي أثناء اجتماعه مع قيادة تنظيمه وقام باعتقالهم جميعا وتسفيرهم إلى إسبانيا، الامر الذي أدى إلى حدوث فراغ دستوري بسبب غياب أغلب الوزراء. لم تكن عواقب حركة حازم جواد مدروسة فهو من ناحية يميل للحلول السلمية أكثر من استخدامه للاساليب الحادة والعنيفة كما أن تياره لايملك السلطة ولا النفوذ بسبب اعتماده على قواعد التنظيم التي تفتقر للسلطة، فبقي رهين موقفه الضعيف.

## رئيس الجمهورية يتحرك للسيطرة على الشارع
طالبت الجماهير من رئيس الجمهورية عبد السلام عارف كونه الشخص المعروف امامهم والذي يمثل الرمز الأعلى للسلطة بالتحرك، والذي كان يراقب بأستياء الوضع مع زملاءه من قيادة الجيش واعضاء المجلس الوطني لقيادة الثورة فاتفق معهم على خطة تنفذها امرية موقع بغداد العسكري للسيطرة على الشارع والحد من حالة الفوضى في الشارع وانشقاقات حزب البعث التي انعكست على مجلس الوزراء والوزارات والوحدات العسكرية التي أخذ يتناحر الفرقاء من الضباط والامرين فيما بينهم على من هو الممثل الشرعي للحزب. طرق سمع عبد السلام عارف استياء رئيس الوزراء أحمد حسن البكر من الانشقاقات وحالة الفوضى حيث سارع إلى طلب لقاء سري عاجل مع المقربين له من ضباط أعضاء المجلس الوطني لقيادة الثورة والقيادة العامة وموقع بغداد وطلب التحرك لتنفيذ خطته باقصاء حزب البعث بتياريه المتصارعين. ففي 18 نوفمبر / تشرين الثاني تم بهدوء تنفيذ الخطة حيث صدر بيان باقصاء الوزراء الإثني عشر من الوزارة وأغلبهم اصلا مسفرين خارج العراق من قبل التيار المنافس للحزب. واصدر بياناً آخر بحظر التجوال ثم صدرت الاوامر العسكرية بتحرك امرية قطعات موقع بغداد وقطعت الطرق والمفارق ودخلت المراكز والمؤسسات التي كانت تحتلها المليشيا الحزبية والتي سلمتها على الفور إلا من مقاومة ضعيفة كما قام الضباط العسكريون الموالون للحركة في كل من الموصل وكركوك وبالتنسيق مع بغداد بالتحرك للسيطرة علئ الوضع هناك بقيادة كل من خليل جاسم الدباغ ويونس عطار باشي وسعيد حمو بعد سيطرتهم علئ الفرقة الرابعة والفرقة الثالثة وتطهيرهما من عناصر الحرس القومي. تم اعتقال المتسببين بالفوضى واعمال العنف وقيادات ما تبقى من تيارات الحزب، واصدر عبد السلام عارف مرسوما باعفاء أحمد حسن البكر من منصبه وتعيينه سفيرا في وزارة الخارجية وحسب تنسيبها. واصدر وبعد فترة من الزمن وعلى اثر لقاءه الشخصي مع أحمد حسن البكر، اصدر مرسوماً بتعيينه نائبا لرئيس الجمهورية مع صلاحيات محددة. وأصدر مرسوماً بتولية اللواء طاهر يحيى رئيسا للوزراء.

## نجاح الحركة
بعد نجاح الحركة واقصاء التيارات المتصارعة لحزب البعث عن السلطة اصدر رئيس الجمهورية عبد السلام عارف سلسلة من قرارات العفو عن الكثير من أعضاء حزب البعث والشيوعيين المتسببين بحالة الفوضى في الشارع من الذين تم اعتقالهم والتحقيق معهم، عدا من ارتكب جرائم جنائية واحيل للمحاكم المدنية. وبعد شهرين في مطلع عام 1964 شكل عارف لجنة دستورية من خبراء قانونيين لتعديل الدستور العراقي، وتم تشكيل الوزارة من شخصيات مدنية وعسكرية معروفة سياسيا أو مهنيا.
حيث انتقى عددا من الوزراء من ذوي الباع في العمل أو من ذوي العلمية العالية وحضر اجتماعا لمجلس الوزراء وعرض خطة عمله طالبا منهم الاستعداد لحملة من الاعمار والتنمية والبناء وطلب تفعيل خطط مجلس الاعمار للحكم الملكي والاستمرار بتوزيع أراضي الإصلاح الزراعي على الفلاحين التي بدأ بها سلفه عبد الكريم قاسم فارسل نائبه أحمد حسن البكر لتوزيع سندات الأراضي على الفلاحين والتي كان يفخر بها البكر دائما أثناء توليه الرئاسة بعد حركة 17 يوليو / تموز 1968 كما دعا لحل شامل للقضية الكردية منطلقا من مبادئه في ارساء الوحدة الوطنية قبل الشروع بالوحدة العربية فاصدر بيان أبريل عام 1964 الخاص بالحل الشامل للقضية الكردية بمنحهم حقوقهم الثقافية وسمح للمحتفلين بمناسبة عاشوراء بالتعبير عن مشاعرهم ومن خلال الإذاعة والتلفزيون.

صبحي عبد الحميد

أيدت الحركة قطاعات واسعة من الشعب العراقي فأصدرت الحوزات العلمية الشيعية بيانات التاييد والمناصرة كما استبشرت القيادات الكردية بالتطورات الأخيرة ودخلت مع الدولة بمفاوضات لدراسة اليات تنفيذ بيان 1964. وفي السياسة العربية نحت الحركة منحى عروبي فوجد عارف نفسه امام فرصة سانحة لتحقيق حلم توحيد الدول العربية فاقترح إعادة تشكيل الجمهورية العربية المتحدة على أسس مدروسة مستفيدين من دروس الانفصال عام 1961 فاقترح تشكيل اتحاد ثلاثي من العراق ومصر وسوريا من اجل تنمية الدول الثلاثة من جهة وللوقوف بوجه القوة الإسرائيلية المتنامية من جهه أخرى. وفي السياسة الدولية تبنى مبدأ عدم الانحياز والحياد الإيجابي وارسى علاقات متوازنة مع العالمين الشرقي والغربي وعقد سلسلة من الاتفاقيات الخاصة بالتنمية واستيراد المصانع الإنتاجية مع العديد من الدول خصوصا ألمانيا والاتحاد السوفيتي.
من الشخصيات المعروفة والتي شغلت مناصب هامة أو لعبت دورا في عملية البناء والتنمية بعد حركة 18 فبراير/ تشرين2 هم رئيس الوزراء عبد الرحمن البزاز وورئيس الوزراء اللواء ناجي طالب وزير الخارجية صبحي عبد الحميد والمفكر العراقي العربي المعروف خير الدين حسيب والدكتور عدنان الباججي ورئيس أركان الجيش اللواء فؤاد عارف والوزير عبد الكريم الفرحان والدكتور عبد اللطيف البدري والدكتور عبد العزيز الدوري كما قام بتعيين العديد من الضباط المهنيين وغير المنحازيين لتيارات حزبية والمعروفين باقدميتهم في مراكز حساسة فقام بتعيين اللواء عبد العزيز العقيلي وزيرا للدفاع وتعيين الزعيم خليل جاسم الدباغ امرا لموقع الموصل والشمال وتعيين الزعيم يونس عطار باشي قائدا للفرقة الرابعة.

## نظام الحكم بعد الحركة
بعد نجاح الحركة واستتباب الأمن شرع الرئيس عبد السلام عارف بتنظيم شؤون الدولة في محاولة منه لإعادة العسكر إلى الثكنات شيئاً فشيئاً فبعد أن اسند رئاسة الوزراء للفريق طاهر يحي بغية فرض الأمن على الشارع بعد أحدث الفوضى التي سبقت تنفيذ حركة 18 نوفمبر/ تشرين فاسند للمدنيين من المثقفين الوزارات وشؤون الدولة الأخرى كما اسند رئاسة الوزراء للدكتور عبد الرحمن البزاز وبدا بسلسة من الإجراءات للتحول إلى الحكم المدني.
كانت لعارف فلسفة خاصة بالحكم مبنية على ثلاث مباديء الأول مبدأ التسامح السياسي وإعطاء الفرص للاخرين عدا من ارتكب جرائم واحيل للقضاء بسببها والمبدأ الثاني هو ايمانه بالاشتراكية الإسلامية والمبدأ الثالث هو ايمانه بالوحدة العربية المستندة على الوحدة الوطنية «للمزيد من التفاصيل يرجى مراجعة مقال عبد السلام عارف - افاقه الفكرية»
بعد حركة 18 نوفمبر/ تشرين وخلال حكم عبد السلام عارف، نظم عددا من الاتفاقيات مع دول عديدة لبناء العراق فاعاد تفعيل خطط حملة اعمار العراق التي بدا بها الحكم الملكي بما سمي بمجلس الاعمار بالتعاون مع الاتحاد السوفيتي وألمانيا والتي لم تكتمل بسبب وفاته ومنها بناء بعض المصانع الضخمة وشبكة من الطرق والجسور وخطة تحديث بغداد باستحداث إحياء سكنية جديدة والتي بدأت بها حكومة عبد الكريم قاسم. كان يؤمن بضرورة تنوع مصادر السلاح حيث وقع عددا من الاتفاقيات المهمة لإعادة تسليح الجيش العراقي مع الاتحاد السوفيتي وعددا من دول المنظومة الاشتراكية وألمانية الغربية حيث له الفضل باقناع الاتحاد السوفيتي بتزويد سلاح الجو العراقي بالقاصفة انتونوف ومنظومات الدفاع الجوي وبمقاتلات ميغ 21 المتطورة والتي اختطف واحدة منها الجاسوس منير روفا بعد اقل من عام على وفاة عبد السلام عارف في ادناه مجمل للمنجزات المتحققة في عهده:
- بتاريخ 10 أبريل / نيسان 1964 بادر لحل شامل للقضية الكردية فاصدر بيانا لوقف جميع العمليات العسكرية والشروع باجراءات لمنح الأكراد حقوقهم الثقافية إلا أن التيارات الانفصالية داخل الحركة الكردية حالت دون إكمال تحقيق الحكم الذاتي للاكراد.
- نظم حملة لاعمار العراق فانشأ سلسلة من المصانع الضخمة مثل مصانع الألبان والزيوت النباتية في بغداد والدواجن والأبقار في المرادية ومصانع التعليب الغذائية في كربلاء واضخم معمل اسمنت في المنطقة في البصرة.
- شكل لجنة لإصلاح وتحديث الاقتصاد العراقي وفي ضوء مخرجات اللجنة قام بتأميم عدد من الصناعات والشركات الأجنبية والمحلية الضخمة منها شركة باتا الإيطالية لصناعة الجلود.
- بادر بالإعلان عن حملة التعريب في المؤسسات والجامعات حيث شكل لجنة علمية اشرف عليها العلامة المعروف مصطفى جواد ومن خلال المجمع العلمي العراقي للحفاظ على اللغة العربية من الكلمات الاعجمية المترسبة عن عهود الهيمنة التركية والفارسية والاجنبية والوافدة من الغرب.
- أسس عام 1964 ثلاثة جامعات مهمة في تاريخ الحركة العلمية والتربوية في العراق وهي، الجامعة المستنصرية والتي أطلق عليها في سنتها الأولى بالكلية الجامعة، وجامعة الحكمة في منطقة الزعفرانية والتي كانت تطمح الحكومة العراقية بمنح الجامعات الاميركية امتياز خاص بها، إلا أنها تحولت إلى مؤسسة المعاهد الفنية، والجامعة التكنولوجية التي افتتحها بالتعاون مع منظمة اليونسكو والتي أطلق على أولى لبناتها بمعاهد اليونسكو وفي نفس موقعها الحالي بالقرب من إعدادية الصنائع والتي تحولت إلى إعدادية الصناعة.
- حدث الصناعة النفطية من خلال تاسيس منشأة عراقية في وزارة النفط للوقوف بوجه الشركات الأجنبية العاملة في العراق وناقش في مجلس الوزراء موضوع تأميم القطاع النفطي إلا أن الظروف الدولية لم تكن مهيأة لهذه الخطوة.
- عام 1964 أسس شركة للخطوط الجوية العراقية وحدثها باسطول الطائرات طائرات الترايدنت النفاثة ولاول مرة في العراق في حينها، بعد أن كانت مصلحة الطيران العراقية التابعة لوزارة المواصلات والتي كانت تحتوي على بعض من طائرات نقل مروحية من الطراز القديم.
- عام 1964 أصدر مرسوما جمهوريا بتأسيس مركز الحاسب الالي (المركز القومي للحاسبات الإلكترونية حالياً) حيث تم أستيراد أول حاسوب إلكتروني في العراق من بريطانية وهو من الحواسيب الضخمة الخاصة بالأبحاث والحق بوزارة المواصلات التي الحقته بدورها بمديرية السكك الحديد وتم إرسال كوادر متخصصة للتدريب عليه في مدينة لافبرا البريطانية المتخصصة بالحاسبات. ويعد هذا الكمبيوتر الأول الذي يدخل البلدان العربية والثاني في الشرق الأوسط بعد «إسرائيل».
- حدّث الجيش بمعدات وتسليح معاصرين ومن مناشيء شرقية وغربية مختلفة بضمنها الصفقة الشهيرة باستيراد الطائرة المقاتلة ميغ 21 والقاصفة انتونوف ومنظومات الدفاع الجوي.
- عام 1965 أوعز لوضع الخطط والدراسات لتأسيس جهاز المخابرات العراقي وكخطوة أولى تم تهيئة إحدى المديريات التابعة للاستخبارات العسكرية بالقيام بمهام مكافحة التجسس لحين توسيعها وتدريب منتسيبيها لتصبح مستقبلا جهاز مخابرات وطني حيث زار العراق لهذا الغرض وفد عسكري مصري ضمن اطار الاتحاد الثلاثي متضمناً عناصر من المخابرات المصرية كان من بينهم الشخصية الاستخبارية المعروفة رفعت الجمال المعروف برأفت الهجان. قام بإنشاء شبكة من الطرق والجسور الحديثة منها الجسر المعلق الذي افتتح عام 1965.
- نظم عام 1965 تعداد حديث للسكان الأول في العهد الجمهوري منذ تعداد عام 1957 ويعد الأوسع والادق منذ تأسيس الدولة العراقية.
- أحدث تغيرات في النظام التربوي من خلال تحديث المناهج الدراسية وتوسيع المدارس وافتتاح عددا من الكليات.

عام 1965 افتتح «استاد» ملعب الشعب الدولي وهو أكبر ملعب رياضي في العراق لحد الآن.
- عام 1966 اوعز باستضافة وبتنظيم البطولة الأولى لكأس العرب في بغداد.
- اكمل إنجاز القصر الجمهوري في كرادة مريم ودشنه عام 1965 والذي أصبح مقراً لرئاسة الجمهورية حتى عام 2003 حيث احتلته القوات الاميركية والمنطقة الرئاسية المحيطة به والتي غيرت اسمها إلى المنطقة الخضراء وأصبح القصر الجمهوري السفارة الاميركية!
- اهتم بوسائل الاعلام وحرية الصحافة فأسس وكالة الأنباء العراقية عام 1965 وفسح المجال للصحافة الحرة بالعمل، رابط الوكالة على الإنترنت
- افتتح استوديوهات جديدة للتلفزيون العراقي مجهزة بأنظمة حديثة بضمنها ادخال التسجيل الفديوي ولاول مرة في العراق، كما اشار إلى وزير الإرشاد «الاعلام» ومدير التلفزيون بضرورة بث برامج رياضية وعلمية وكان من نتاج ذلك انطلاق البرنامجين الشهيرين الرياضة في اسبوع للاستاذ مؤيد البدري والعلم للجميع للاستاذ كامل الدباغ.
- افتتح أول كاليري ضخم للفنون التشكيلية في العراق عام 1965 وهو قاعة المعرض الوطني للفنون في ساحة الطيران.
- اهتم بالفن والفنانين ودعم فرق التمثيل العراقية المسرحية والتلفزيونية وكان نتاج ذلك إنتاج عددا من الأفلام العراقية المهمة والمسلسلات التي لا زالت تلقى شعبية لحد الآن مثل سلسلة تحت موس الحلاق للفنانين حمودي الحارثي وسليم البصري.
- افتتح عام 1966 جامع أم الطبول أو أم القرى ويعد أكبر مسجد في العراق في حينها وهو نسخة طبق الاصل للجامع الأزهر في القاهرة من حيث الزخارف وفن العمارة وحجم البناء.
- اهتم باثار حضارة وادي الرافدين حيث دعم فرق التنقيب والبحث وافتتح المتحف الوطني للاثار.
- اصلح النظام القضائي بادخال اقتباسات من الشريعة الإسلامية من خلال لجنة شرعية اشرك فيها علماء من الطائفتين الشيعية والسنية.
- أول من نشر افكار عن الاشتراكية الإسلامية وما أسماها بالعلاقة الصميمية بين الوحدة الوطنية والوحدة القومية.